# 앵그리맘
《앵그리맘》은 2015년 3월 18일부터 2015년 5월 7일까지 방영된 문화방송 수목 미니시리즈이다.

## 줄거리
학창시절 날라리였던 젊은 엄마가 다시 고등학생이 되어 한국 교육의 문제점을 정면으로 마주하면서 헤쳐나가는 블랙 코미디.

## 등장인물

### 주요 인물
- 김희선 : 조강자 / 조방울 역 - 아란의 엄마
- 지현우 : 박노아 역 - 명성고 신임 국어교사
- 김유정 : 오아란 역

### 조강자의 주변 인물
- 임형준 : 오진상(강자 남편) 역 - 명성건설 상무
- 고수희 : 한공주 역 - 강자의 일진 친구. 조력자
- 김지영 : 강자 시모 역 - 오진상의 엄마

### 박노아의 주변 인물
- 전국환 : 박진호(노아 부) 역 - 서울지검 소년부 판사

### 2학년 3반 사람들
- 윤예주 : 진이경 역 - 아란의 절친
- 차선우 : 홍상태 역 - 홍 회장의 아들. 교실 권력의 정점
- 지수 : 고복동 역 - 명성고 일진
- 박수영 : 왕정희 역 - 명성고 여짱
- 유나겸 : 나도희 역 - 왕정희 절친
- 최예슬 : 안태희 역 - 왕정희 절친
- 서지희 : 황민주 역 - 2학년 3반
- 정신혜 : 황송이 역
- 장유상 : 오근수 역 - 일명 고등어

### 명성재단 사람들
- 박영규 : 홍상복 역 - 명성그룹 회장. 사학재벌
- 김태훈 : 도정우 역 - 명성고 법인기획실장. 명성학원 이사장
- 박근형 : 강수찬 역 - 부총리 겸 교육부 장관. 차기 대권후보. 정우의 생부
- 오윤아 : 주애연 역 - 홍 회장의 개인비서 겸 내연녀. 강자의 여고 동창
- 김희원 : 안동칠 역 - 벌구포 조폭 출신 명성건설 바지사장
- 김병춘 : 오달봉 역 - 명성고 교감

### 공주의 수하들
- 김슬기 : 종만 역
- 서남용 : 상만 역
- 최성환 : 공주의 수하 덩치 역

### 그 외 인물
- 강문영 : 도윤희 역 - 정우의 어머니
- 소희정 : 이경의 어머니 역
- 김서라 : 한미주 역 - 상태의 어머니
- 박희진 : 김신자 역 - 명성고 교사
- 윤소윤 : 명성고 교사 역
- 김영선 : 근수의 어머니 역
- 장성원 : 비서 역 - 강수찬의 비서
- 허동원
- 박원호
- 홍리걸 : 학교 폭력 가해 학생 경철 역
- 허정범 : 학교 폭력 피해 학생 준호 역

### 특별출연
- 김기천 : 전동식 - 전 명성고 교감 역
- 정경순 : 강자 모 역
- 안상태 : 전 명성고 2학년 3반 담임선생 역
- 이용진 : 택시기사 삼총사 역
- 양세찬 : 택시기사 삼총사 역
- 이진호 : 택시기사 삼총사 역
- 김광규 : 강자의 여고시절 담임선생 역
- 이양승 : 통 아저씨 역
- 주진모 : 홍만복 역 - 교육청 국장
- 이재형 : 강자의 여고시절 성희롱 선생 역
- 김영철 : 명성고 영어선생 역
- 양재진 : 오아란 입원병원 정신과 의사 역
- 사무엘 강 : 명성재단 변호사 역
- 원덕현 : 안범 역 - 동칠의 동생
- 강성민 : 정 검사 역 - 명성 붕괴참사 담당검사
- 윤상훈 : 고복수 역 - 복동의 형
- 박창현 : 뉴스 앵커 역
- 박선우 : 오 변호사 역 - 명성 붕괴참사 강수찬 변호사
- 이종구 : 김 선생님 역 - 레스토랑 주인
- 홍승범 : 앵커 역
- 이윤상 : 장민철 역

## 시청률
최저 시청률과 최고 시청률은 시청률 조사회사와 지역별로 시청률에 차이가 있을 수 있습니다.
| 2015년      | 2015년      | 2015년         | 2015년       | 2015년         | 2015년       |
| 회차        | 방송일      | TNmS 시청률    | TNmS 시청률  | AGB 시청률     | AGB 시청률   |
| 회차        | 방송일      | 대한민국(전국) | 서울(수도권) | 대한민국(전국) | 서울(수도권) |
| ----------- | ----------- | -------------- | ------------ | -------------- | ------------ |
| 제1회       | 3월 18일    | 10.1%          | 13.6%        | 7.7%           | 8.7%         |
| 제2회       | 3월 19일    | 10.6%          | 14.2%        | 9.9%           | 11.0%        |
| 제3회       | 3월 25일    | 11.4%          | 14.3%        | 9.1%           | 9.9%         |
| 제4회       | 3월 26일    | 10.9%          | 14.2%        | 8.7%           | 9.5%         |
| 제5회       | 4월 1일     | 9.8%           | 12.1%        | 8.4%           | 9.6%         |
| 제6회       | 4월 2일     | 9.3%           | 11.3%        | 8.1%           | 8.8%         |
| 제7회       | 4월 8일     | 8.5%           | 9.7%         | 7.4%           | 7.6%         |
| 제8회       | 4월 9일     | 8.3%           | 10.7%        | 7.2%           | 7.7%         |
| 제9회       | 4월 15일    | 8.4%           | 10.2%        | 7.7%           | 8.2%         |
| 제10회      | 4월 16일    | 9.2%           | 12.0%        | 7.3%           | 7.8%         |
| 제11회      | 4월 22일    | 8.0%           | 10.1%        | 7.6%           | 8.4%         |
| 제12회      | 4월 23일    | 8.0%           | 9.8%         | 7.4%           | 7.7%         |
| 제13회      | 4월 29일    | 7.0%           | 8.7%         | 7.5%           | 8.5%         |
| 제14회      | 4월 30일    | 7.8%           | 9.6%         | 6.9%           | 7.3%         |
| 제15회      | 5월 6일     | 8.7%           | 10.6%        | 7.9%           | 9.0%         |
| 제16회      | 5월 7일     | 8.8%           | 11.2%        | 9.0%           | 10.6%        |
| 평균 시청률 | 평균 시청률 | 9.1%           | 11.4%        | 8.0%           | 8.8%         |

## 사운드 트랙

### OST 1교시
| #  | 제목                               | 작사                | 작곡            | 재생 시간 |
| -- | ---------------------------------- | ------------------- | --------------- | --------- |
| 1. | 〈사랑한다 미안해〉 (알리)         | Handmade ET, 곽경일 | 이주한, 레이 강 | 4:31      |
| 2. | 〈사랑한다 미안해 (Inst.)〉 (알리) |                     | 이주한, 레이 강 | 4:33      |

### OST 2교시: 빅밴드 재즈
| #  | 제목                                | 작사            | 작곡            | 재생 시간 |
| -- | ----------------------------------- | --------------- | --------------- | --------- |
| 1. | 〈앵그리맘(Feat. 김민희)〉 (이주한) | 이주한, 곽경일  | 이주한          | 1:51      |
| 2. | 〈Sunny Side Up〉 (애쉬번)          | 이주한, 세린 NJ | 이주한, 레이 강 | 2:56      |

### OST 3교시: Happy Magic
| #  | 제목                     | 작곡   | 재생 시간 |
| -- | ------------------------ | ------ | --------- |
| 1. | 〈Happy Magic〉 (이주한) | 이주한 | 2:15      |

### OST 4교시: Happy Magic
| #  | 제목                     | 작사   | 작곡   | 재생 시간 |
| -- | ------------------------ | ------ | ------ | --------- |
| 1. | 〈Happy Magic〉 (이현우) | 이현우 | 이주한 | 3:02      |

## 수상
- 2015년 MBC 연기대상 미니시리즈 베스트 조연상 김희원
- 2015년 MBC 연기대상 10대 스타상 김희선
- 2015년 MBC 연기대상 10대 스타상 김유정

## 참고 사항
- 학교 폭력 가해자로 인해 다시보기 서비스를 중지되었다.
- 김태훈, 김병춘, 허동원은 OCN 토일 드라마 《나쁜 녀석들》 이후로 1년만에 재회하는 작품이다.

## 같이 보기
- KBS 수목드라마

《착하지 않은 여자들》 (2015년 2월 25일 ~ 2015년 5월 14일)
- SBS 드라마 스페셜

《하이드 지킬, 나》 (2015년 1월 21일 ~ 2015년 3월 26일)
《냄새를 보는 소녀》 (2015년 4월 1일 ~ 2015년 5월 21일)